# Tamarix gansuensis
Tamarix gansuensis är en tamariskväxtart som beskrevs av H. Z. Zhang. Tamarix gansuensis ingår i släktet tamarisker, och familjen tamariskväxter. Inga underarter finns listade.